# 德铁区域
德铁区域运输股份公司（德語：DB Regio AG）是德国国有铁路运营商德国铁路股份公司的区域客运业务部门，也是德铁机动物流的全资子公司，其总部设于法兰克福。除了拥有德铁区域北萊茵-威斯特法伦邦有限公司（DB Regio NRW GmbH）和德铁区域网络有限公司（RegioNetz Verkehrs GmbH）外，德铁区域运输还拥有众多其它规模较小的附属机构。其业务的重点是作为铁路运营商负责铁路短途客运的运营。

## 历史
1999年1月1日，作为德国铁路进行第二阶段私有化改革的一部分，原短途客运业务部门重组为德铁区域运输股份公司。它在德国境内主要经营区际快车、区域快车、区域列车和S-Bahn等列车类别。
2001年初，该公司宣布改变管理架构。其拆分成9个独立管线代替了原中央大部制，而各地方的列车及巴士运营商又从属于这9家子公司。结构调整后德铁区域运输总部仍保留了400个职位，整个公司则增加了约2500个工作岗位。这一改变过程同时极大改善了公司经济状况，并在2001年底完成。2002年1月，所有的地方轨道及公路客运业务被转移至9个区域管线（北部、东北、下萨克森州/不来梅州、北萊茵-威斯特法伦州、黑森州、西南、东南、拜仁州及巴符州）。德铁区域运输的业务在德国的铁路短途客运市场中约占92%的份额，其它公共交通运营商则占7%
。
与其姐妹公司德铁长途运输不同，德铁区域运输并非纯粹的商业化运作，而是继续由政府部门授权提供短途轨道交通的公共服务。在1994年德国铁路进行第一阶段私有化改革后，德国铁路股份公司几乎获得了德国范围内所有的铁路短途客运业务。由于政府按照反垄断程序增加拨款至地方铁路，德国铁路的竞争对手，如威立雅运输集团和梅特罗农公司也被授权在德国的线路上提供铁路短途客运服务。而授权机构的一些决定，例如没有经过公开招标便与德铁区域运输签订长期的服务合同（超过10年以上）则受到了广泛的批评。
2006年，德铁区域运输赢得了20个授权程序中的6个服务合同。据该公司介绍，其在2008年又赢得了德国所有竞标书中29%的服务合同。2009年前三季度更是赢得了所有区域交通的标书。
2010年2月23日，德铁区域运输宣布自2010年3月1日取得柏林和汉堡两座城市的S-Bahn运营权。2011年1月1日，德铁城市运输（DB Stadtverkehr）被整合为德铁区域运输的业务部门，同时创立了一个新的管线：区域巴士（Regio Bus）。

### 国际化
德铁区域运输的首个国外运营是在羅伊特縣和阿尔高之间运营每两小时1班的列车，自2001年2月3日起，班次加密为每天开行5对列车，每小时1班。
德国铁路在2008年3月接管了投资公司约翰·莱恩（John Laing）的铁路业务部门莱恩铁路（Laing Rail）。此外还拥有铁路运营商奇尔特恩铁路（Chiltern Railways）100%的股权，以及合资公司雷克瑟姆及什罗普郡（Wrexham & Shropshire）50%的股权和倫敦地上鐵50%的股权。这些由德铁区域运输持有的企业投资份额都以德铁区域运输英国（DB Regio UK）的名义下经营。在2010年德国铁路完成对爱瑞发的收购后，业务又移交至爱瑞发英国列车（Arriva UK Trains）。
2009年底，德铁区域运输首次赢得了欧洲其他国家的铁路短途客运招标。从2010年12月起，子公司德铁区域运输瑞典股份公司（DB Regio Sverige AB）将携来自东约特兰交通运输部门和延雪平交通部门的18组列车，在瑞典南部东约特兰省的林雪平和北雪平范围内，提供为期10年的S-Bahn服务。此外德铁区域运输也曾获得在意大利皮埃蒙特地区的铁路短途客运招标，但是由于不断变换的条件而在2010年4月撤回。

## 车队

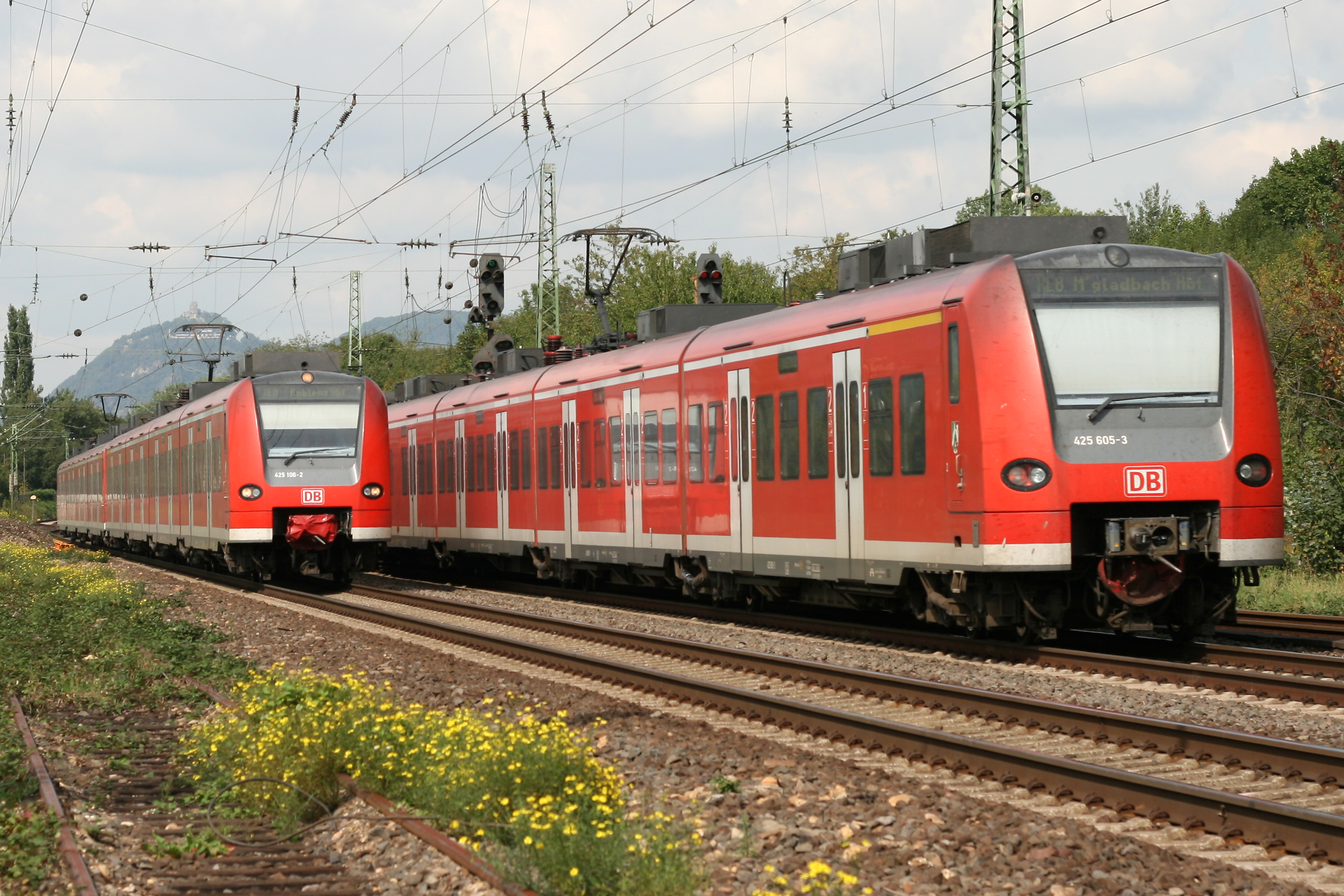
425型电联车在交会

几年来，德铁区域运输为铁路短途客运采购了一批新的车辆，部分采购合同由地方运输机构出资或持有。其中区域快线主要采用由146型电力机车牵引双层车厢的搭配，同时编号为420型、423型、 424型、425/426型、430型和442型的电力动车组以及641型、642型、643型、644型、646型、648型和650型柴油动车组则被主要运用于S-Bahn列车和区域列车。
与此同时，在德国统一前分属于德国联邦铁路和德国国营铁路的部分动车组或机车仍然在的德铁区域运输的车队中服役，当中包括218型、219型柴油机车；110型、111型、112型、114型、120.2型和143型电力机车；420型电力车组以及610型、611型、614型和628/629型柴油动车组。此外，德铁区域运输还有一款专属于自己的柴油动车组612型。
2007年，德铁区域运输向庞巴迪订购了运营应用于铁路短途客运的庞巴迪Talent2型电力动车组（德铁编号为442型）。然而由于各种原因导致了延期交付，列车无法通过联邦铁路管理局的审批程序而被列为禁止或限制使用的车型，直至2011年在联邦交通部长的干预下才获得批准交付使用。其后德国铁路于2011年12月宣布，在2018年之前将新增购买400列新的电力动车组，并与制造商阿尔斯通、CAF和斯塔德勒签订了框架协议。德国本土制造商庞巴迪运输和西门子则不在考虑范围之内。

## 企业架构

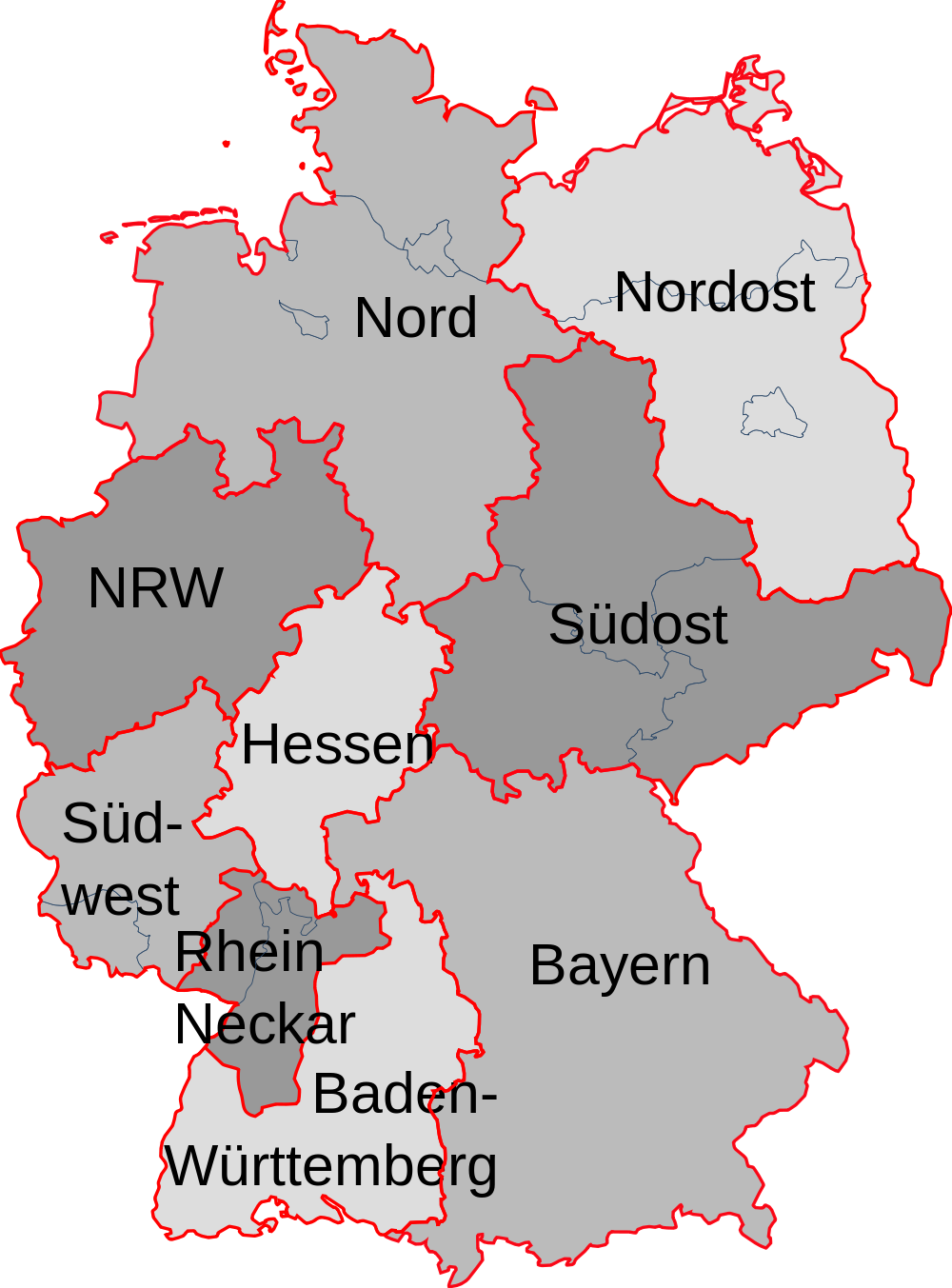
德铁区域运输分区图

德铁区域运输拥有为数众多的分支机构和附属公司，以不同的组织和法律形式处理各地的交通运营。

### 北部地区
- 石勒苏益格-荷尔斯泰因、汉堡、下萨克森、不来梅
  - 德铁区域运输北部有限公司（DB Regio Nord GmbH）[14]
    - 不来梅营运部
    - 布伦瑞克营运部
    - 汉诺威S-Bahn
    - 石勒苏益格-荷尔斯泰因区域列车

| 北部地区营运状况 | 2007年                          |
| ---------------- | ------------------------------- |
| 营运面积         | 64,542平方公里                  |
| 人口             | 1320万                          |
| 运营里程         | 3,622公里                       |
| 车站             | 474座                           |
| 铁路车辆         | 车厢865辆 机车222台 动车组166列 |
| 年运输能力       | 0.53亿车公里 35亿人公里         |

### 东北地区
- 柏林、勃兰登堡、梅克伦堡-前波美拉尼亚
  - 德铁区域运输东北管线（DB Regio Nordost）
  - 梅克伦堡-前波美拉尼亚分部
  - 柏林/勃兰登堡分部
  - 乌瑟多姆滨海铁路有限公司

| 东北地区营运状况 | 2007年                         |
| ---------------- | ------------------------------ |
| 营运面积         | 53,110平方公里                 |
| 人口             | 780万                          |
| 运营里程         | 2,976公里                      |
| 车站             | 402座                          |
| 铁路车辆         | 车厢500辆 机车124台 动车组61列 |
| 年运输能力       | 0.406亿车公里 6.69亿人公里     |

### 北莱茵-威斯特法伦地区
- 北莱茵-威斯特法伦
  - 德铁区域运输北威州有限公司（DB Regio NRW GmbH）
    - 快车网络营运部 （杜塞尔多夫）
    - 莱茵-鲁尔S-Bahn营运部（埃森）
    - 科隆S-Bahn营运部（科隆）
    - 威斯特法伦区域线路营运部（多特蒙德）

| Betriebsleistung DB Regio NRW GmbH | 2007                            |
| ---------------------------------- | ------------------------------- |
| 营运面积                           | 34,084平方公里                  |
| 人口                               | 1810万                          |
| 运营里程                           | 2,752公里                       |
| 车站                               | 580座                           |
| 铁路车辆                           | 车厢869辆 机车228台 动车组436列 |
| 年运输能力                         | 0.776亿车公里 82.50亿人公里     |

### 东南地区
- 萨克森、萨克森-安哈尔特、图林根

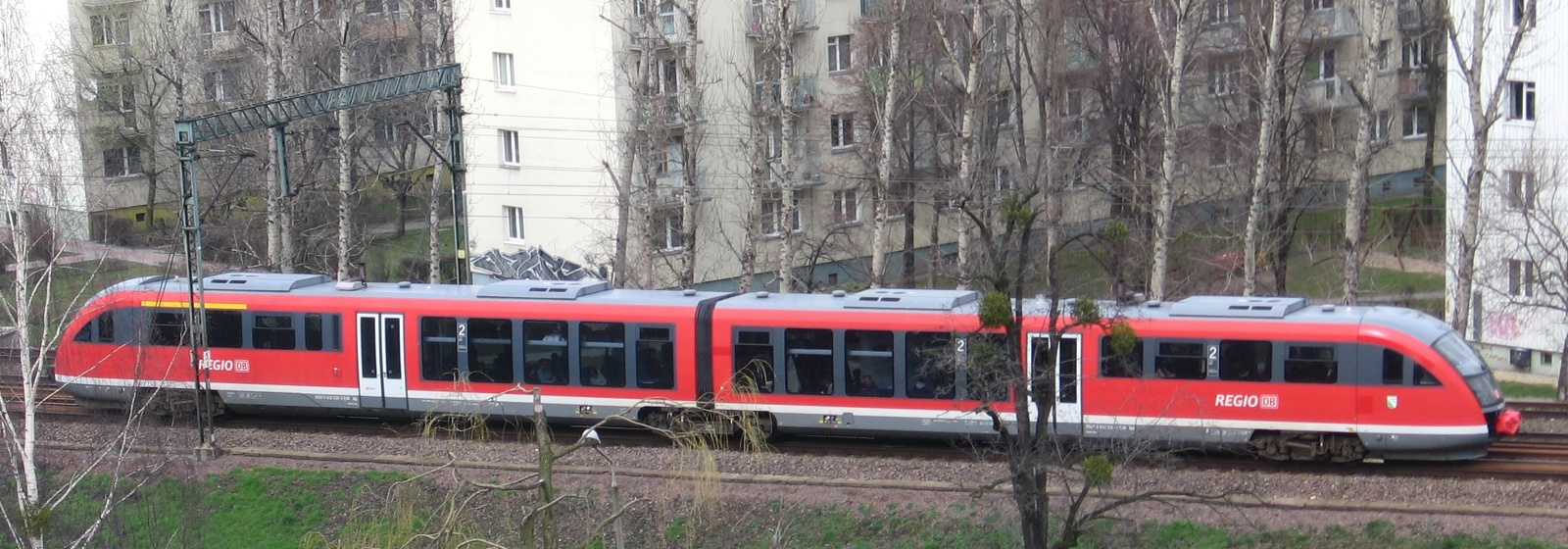
运行于波兰布雷斯劳的区域列车

  - 德铁区域运输东南管线（DB Regio Südost）
  - 图林根营业部
  - 东南萨克森营业部
  - 中德营业部
  - 易北-萨勒营业部
  - 布尔根兰铁路
  - 易北萨尔铁路

| 东南地区营运状况 | 2007年                     |
| ---------------- | -------------------------- |
| 营运面积         | 54,944平方公里             |
| 人口             | 860万                      |
| 营运里程         | 5,376公里                  |
| 车站             | 961座                      |
| 年运输能力       | 0.406亿车公里 6.69亿人公里 |

### 黑森地区
- 黑森
  - 德铁区域运输黑森管线（DB Regio Hessen）
  - 莱茵-美因S-Bahn
  - 中部黑森区域交通
  - 莱茵-美因区域交通

| 黑森地区营运状况 | 2007年                         |
| ---------------- | ------------------------------ |
| 营运面积         | 21,115平方公里                 |
| 人口             | 600万                          |
| 营运里程         | 1,686公里                      |
| 车站             | 254                            |
| 铁路车辆         | 车厢549辆 机车123台 动车组55列 |
| 年运输能力       | 0.211亿车公里                  |

### 莱茵内卡地区
- 巴登-符腾堡、黑森及莱茵兰-普法尔茨的部分地区
  - 德铁区域运输莱茵内卡管线（DB Regio RheinNeckar）
  - 莱茵内卡S-Bahn

| 莱茵内卡地区营运状况 | 2007年                        |
| -------------------- | ----------------------------- |
| 营运面积             | 841平方公里                   |
| 人口                 | 240万                         |
| 车站                 | 286座                         |
| 铁路车辆             | 车厢40辆 机车10台 动车组163列 |
| 年运输能力           | 0.220亿车公里 13亿人公里      |

### 西南地区
- 莱茵兰-普法尔茨、萨尔
  - 德铁区域运输西南管线（DB Regio Südwest）

| 西南地区营运状况 | 2007年                         |
| ---------------- | ------------------------------ |
| 营运面积         | 22,600平方公里                 |
| 人口             | 510万                          |
| 营运里程         | 1,865公里                      |
| 车站             | 412座                          |
|                  | 车厢142辆 机车42台 动车组162列 |
| 年运输能力       | 0.263亿车公里 12亿人公里       |

### 巴登-符腾堡地区
- 巴登-符腾堡
  - 德铁区域运输巴登-符腾堡管线（DB Regio Baden-Württemberg）
  - 符腾堡区域交通
  - 南巴登区域交通
  - 斯图加特S-Bahn
  - 德铁列车巴士阿尔伯-博登湖区域交通有限公司（RAB）

| 巴登-符腾堡地区营运状况 | 2007年                          |
| ----------------------- | ------------------------------- |
| 营运面积                | 29,058平方公里                  |
| 人口                    | 780万                           |
| 营运里程                | 5,450公里                       |
| 车站                    | 521座                           |
| 铁路车辆                | 车厢619辆 机车163台 动车组183列 |
| 年运输能力              | 0.385亿车公里                   |

### 拜仁地区
- 巴伐利亚
  - 德铁区域运输拜仁管线（DB Regio Bayern）
    - 德铁区域运输弗兰肯分部
    - 德铁区域运输拜仁东北分部
    - 德铁区域运输阿尔高-施瓦本分部
    - 德铁区域运输上巴伐利亚分部
    - 慕尼黑S-Bahn

| 拜仁地区营运状况 | 2007年                            |
| ---------------- | --------------------------------- |
| 营运面积         | 66,245平方公里                    |
| 人口             | 1170万                            |
| 营运里程         | 4,853公里                         |
| 车站             | 746座                             |
| 铁路车辆         | 车厢1,181辆 机车310台 动车组330列 |
| 年运输能力       | 0.725亿车公里                     |

### 区域网络
- 德国全境
  - 德铁区域网络交通有限公司（DB RegioNetz Verkehrs GmbH）
  - 拜仁东南铁路
  - 库尔黑森铁路
  - 厄尔士铁路
  - 奥伯韦斯巴赫山区铁路及施瓦察铁路
  - 西弗兰肯铁路

| 德铁区域网络营运状况 | 2007年                           |
| -------------------- | -------------------------------- |
| 营运面积             | 20,457平方公里                   |
| 人口                 | 350万                            |
| 营运里程             | 1,372公里                        |
| 车站                 | 268座                            |
| 铁路车辆             | 车厢Wagen辆 机车30台 动车组112列 |
| 年运输能力           | 0.126亿车公里 5.66亿人公里       |

## 短途客运产品
德铁区域运输提供的列车类别包括区际快车、区域快车和区域列车，它们的差异主要体现在停站频率及运行速度的不同。此外，德铁区域运输还在德国各大城市群运营S-Bahn列车。

### 区际快车
区际快车主要连接中型及大型城市群。运营地区包括巴登-符腾堡、拜仁、萨克森、萨克森-安哈尔特（自2010年12月起）、柏林（自2010年12月起）和瑞士。区际快车是德铁区域运输最为快捷的短途客运产品。

### 区域快车
区域快车的运营地区遍及德国全境，其平均运营范围在250公里以内。与区域列车相比，区域快车通常拥有更远的停站间隔和更高的运行速度。区域快车在各地主要用作连接S-Bahn和长途运输。

### 区域列车
区域列车提供全德国范围内的基层客运服务。除了在与S-Bahn并行的线路上，它会在所有的车站停靠。这将确保在每个区域内构建立体化的网络，实现与长途运输的接驳。

## 短途客运优惠
除了常规的公共交通票价，德铁区域运输还提供其它的优惠票价。一种被称为州票(Länder-Ticket)的套票可在各州份内使用。州票允许同一天内在该地区内的任意行程采取统一的票價，并提供单人或多人的版本。此外，德铁区域运输还提供一种称为欢乐周末票(Schönes-Wochenende-Ticket)的套票，这是长期性的优惠措施，允许最多5名同行者于星期六或星期日在德国全境任意搭乘所有短途列车，当中包括几乎所有地方运输机构的公共交通服务。